# 福興隧道
福興隧道是臺灣臺北市的一座空軍戰備隧道，貫穿公館旁的蟾蜍山，一端為文山區福興路路底，另一端則為大安區基隆路三段155巷。此隧道為中華民國空軍作戰指揮部福興營區一部分，未開放民眾通行。

## 沿革
福興隧道為1958年前後貫穿蟾蜍山下的數個軍用戰備坑道建成，位於空軍作戰指揮部福興營區，有傳言指出隧道中設置有精密武器與戰鬥機管制系統。福興隧道為軍用隧道，未開放民眾通行，但坊間地圖上亦有標示，因福興隧道為福興路通往公館的捷徑，當地里長、居民曾提議開放民眾通行以緩解交通，但中華民國國防部均表示該隧道上方為軍事設施而無法開放。